# Campionati italiani primaverili di nuoto 2015
I 62. Campionati italiani primaverili di nuoto (nome ufficiale, per ragioni di sponsorizzazione, Assoluti Primaverili UnipolSai) si sono svolti a Riccione tra il 14 e il 18 aprile 2015. È stata utilizzata la vasca da 50 metri.
Le gare sono state disputate in due turni (batterie e finali) ad eccezione di 800 e 1500 stile libero e delle staffette, che si sono disputate in serie.

## Podi

### Uomini
| Evento               | Oro                                                                                                 | Tempo                                   | Argento                                                                                  | Tempo                                    | Bronzo                                                                                          | Tempo                                   |
| Stile libero         | |                                         |                                                                                          |                                          |                                                                                                 |                                         |
| 50 m                 | Marco Orsi                                                                                          | 22"07                                   | Luca Dotto                                                                               | 22"12                                    | Federico Bocchia                                                                                | 22"28                                   |
| 100 m                | Marco Orsi                                                                                          | 48"50                                   | Filippo Magnini                                                                          | 48"79                                    | Luca Dotto                                                                                      | 49"04                                   |
| 200 m                | Filippo Magnini                                                                                     | 1'48"22                                 | Marco Belotti                                                                            | 1'48"52                                  | Andrea Mitchell D'Arrigo                                                                        | 1'49"07                                 |
| 400 m                | Gregorio Paltrinieri                                                                                | 3'49"30                                 | Damiano Lestingi                                                                         | 3'51"58                                  | Samuel Pizzetti                                                                                 | 3'52"31                                 |
| 800 m                | Gregorio Paltrinieri                                                                                | 7'50"43                                 | Samuel Pizzetti                                                                          | 7'57"83                                  | Federico Vanelli                                                                                | 8'02"26                                 |
| 1500 m               | Gregorio Paltrinieri                                                                                | 14'43"87                                | Samuel Pizzetti                                                                          | 15'14"74                                 | Simone Ruffini                                                                                  | 15'18"70                                |
| Dorso                | |                                         |                                                                                          |                                          |                                                                                                 |                                         |
| 50 m                 | Simone Sabbioni                                                                                     | 24'99                                   | Niccolò Bonacchi                                                                         | 25.00                                    | Stefano Mauro Pizzamiglio                                                                       | 25.37                                   |
| 100 m                | Simone Sabbioni                                                                                     | 53"49 -                                 | Christopher Ciccarese                                                                    | 54"16                                    | Niccolò Bonacchi                                                                                | 54"51                                   |
| 200 m                | Luca Mencarini                                                                                      | 1'57"45                                 | Christopher Ciccarese                                                                    | 1'58"63                                  | Simone Sabbioni                                                                                 | 1'58"78                                 |
| Rana                 | |                                         |                                                                                          |                                          |                                                                                                 |                                         |
| 50 m                 | Francesco Di Lecce                                                                                  | 27"75                                   | Fabio Scozzoli                                                                           | 27"80                                    | Andrea Toniato                                                                                  | 27"98                                   |
| 100 m                | Lorenzo Antonelli                                                                                   | 1'00"92                                 | Andrea Toniato Fabio Scozzoli                                                            | 1'01"19                                  |                                                                                                 | -                                       |
| 200 m                | Luca Pizzini                                                                                        | 2'10"97                                 | Flavio Bizzarri                                                                          | 2'11"59                                  | Edoardo Giorgetti                                                                               | 2'13"01                                 |
| Farfalla             | |                                         |                                                                                          |                                          |                                                                                                 |                                         |
| 50 m                 | Piero Codia                                                                                         | 23"72                                   | Marco Belotti                                                                            | 23"86                                    | Luca Dotto                                                                                      | 23"87                                   |
| 100 m                | Matteo Rivolta                                                                                      | 52"05                                   | Piero Codia                                                                              | 52"16                                    | Daniele D'Angelo                                                                                | 53"05                                   |
| 200 m                | Francesco Pavone                                                                                    | 1'58"03                                 | Matteo Pelizzari                                                                         | 1'58"23                                  | Giacomo Carini                                                                                  | 1'58"89                                 |
| Misti                | |                                         |                                                                                          |                                          |                                                                                                 |                                         |
| 200 m                | Federico Turrini                                                                                    | 1'59"90                                 | Davide Cova                                                                              | 2'01"58                                  | Giorgio Gaetani                                                                                 | 2'01"98                                 |
| 400 m                | Federico Turrini                                                                                    | 4'13"20                                 | Giorgio Gaetani                                                                          | 4'16"81                                  | Francesco Pavone                                                                                | 4'18"42                                 |
| Staffette            | |                                         |                                                                                          |                                          |                                                                                                 |                                         |
| 4x100 m stile libero | Gruppo Sportivo Fiamme Oro Roma Luca Leonardi Mirco Di Tora Stefano Mauro Pizzamiglio Marco Orsi    | 3'18"20 49"51 51"71 49"64 47"34         | SMGM Team Lombardia A Alessandro Bori Mattia Schirru Valerio Coggi Filippo Magnini       | 3'18"52 50"31 50"00 49"74 48"47          | Circolo Canottieri Aniene A Lorenzo Benatti Alex Di Giorgio Jonathan Boffa Damiano Lestingi     | 3'20"53 50"19 49"85 49"83 50"66         |
| 4x200 m stile libero | Circolo Canottieri Aniene A Alex Di Giorgio Jonathan Boffa Michele Cosentino Damiano Lestingi       | 7'20"45 1'49"49 1'50"37 1'51"92 1'48"67 | SMGM Team Lombardia A Valerio Coggi Alessandro Bori Filippo Magnini Maurizio Mottola     | 7'221"02 1'51"20 1'51"99 1'47"74 1'50"09 | Circolo Canottieri Aniene B Federico Ceccarini Andrea Velluti Lorenzo Di Girolamo Andrea Baioni | 7'26"13 1'51"68 1'50"07 1'53"54 1'50"84 |
| 4x100 m misti        | Gruppo Sportivo Fiamme Oro Roma A Christopher Ciccarese Edoardo Giorgetti Matteo Rivolta Marco Orsi | 3'35"19 - RIS 54"79 1'01"26 51"54 47"60 | Centro Sportivo Esercito Simone Sabbioni Fabio Scozzoli Piero Codia Nicolangelo Di Fabio | 3'35"78 54"36 1'00"05 51"41 49"96        | Gruppo Sportivo Forestale Matteo Giordano Flavio Bizzarri Luca Angelo Dioli Luca Dotto          | 3'38"67 56"36 1'00"41 53"68 48"22       |

### Donne
| Evento               | Oro                                                                                                  | Tempo                                         | Argento                                                                                             | Tempo                                   | Bronzo                                                                                        | Tempo                                   |
| Stile libero         | |                                               | |                                         |                                                                                               |                                         |
| 50 m                 | Silvia Di Pietro                                                                                     | 25"04                                         | Giorgia Biondani                                                                                    | 25"15 - RIC                             | Erika Ferraioli                                                                               | 25"16                                   |
| 100 m                | Erika Ferraioli                                                                                      | 54"90                                         | Alice Mizzau                                                                                        | 54"96                                   | Aglaia Pezzato                                                                                | 55"56                                   |
| 200 m                | Alice Mizzau                                                                                         | 1'57"37                                       | Chiara Masini Luccetti                                                                              | 1'57"86                                 | Erica Musso                                                                                   | 1'58"65                                 |
| 400 m                | Alice Mizzau                                                                                         | 4'06"22                                       | Diletta Carli                                                                                       | 4'06"78                                 | Federica Pellegrini                                                                           | 4'08"27                                 |
| 800 m                | Diletta Carli                                                                                        | 8'31"54                                       | Aurora Ponselé                                                                                      | 8'33"45                                 | Linda Caponi                                                                                  | 8'40"35                                 |
| 1500 m               | Aurora Ponselé                                                                                       | 16'12"89                                      | Simona Quadarella                                                                                   | 16'28"75                                | Rachele Bruni                                                                                 | 16'31"60                                |
| Dorso                | |                                               | |                                         |                                                                                               |                                         |
| 50 m                 | Arianna Barbieri                                                                                     | 28"44                                         | Elena Gemo                                                                                          | 28"65                                   | Laura Letrari                                                                                 | 28"87                                   |
| 100 m                | Margherita Panziera                                                                                  | 1'00"83                                       | Stefania Cartapani                                                                                  | 1'01"22                                 | Arianna Barbieri                                                                              | 1'01"29                                 |
| 200 m                | Margherita Panziera                                                                                  | 2'09"63                                       | Giulia Ramatelli                                                                                    | 2'11"95 RIJ                             | Carlotta Zofkova                                                                              | 2'12"81                                 |
| Rana                 | |                                               | |                                         |                                                                                               |                                         |
| 50 m                 | Arianna Castiglioni                                                                                  | 31"15 - RIC                                   | Martina Carraro                                                                                     | 31"18                                   | Michela Guzzetti                                                                              | 31"52                                   |
| 100 m                | Arianna Castiglioni                                                                                  | 1'07"55                                       | Ilaria Scarcella                                                                                    | 1'07"66                                 | Martina Carraro                                                                               | 1'09"45                                 |
| 200 m                | Ilaria Scarcella                                                                                     | 2'26"61                                       | Giulia Verona                                                                                       | 2'26"98                                 | Francesca Fangio                                                                              | 2'27"14                                 |
| Farfalla             | |                                               | |                                         |                                                                                               |                                         |
| 50 m                 | Silvia Di Pietro                                                                                     | 26"36                                         | Elena Gemo                                                                                          | 26"47                                   | Ilaria Bianchi                                                                                | 26"94                                   |
| 100 m                | Ilaria Bianchi                                                                                       | 58"26                                         | Elena Di Liddo                                                                                      | 59"44                                   | Claudia Tarzia                                                                                | 59"48                                   |
| 200 m                | Alessia Polieri                                                                                      | 2'08"62                                       | Stefania Pirozzi                                                                                    | 2'10"55                                 | Emanuela Albenzi                                                                              | 2'11"59                                 |
| Misti                | |                                               | |                                         |                                                                                               |                                         |
| 200 m                | Luisa Trombetti                                                                                      | 2'13"42                                       | Laura Letrari                                                                                       | 2'13"88                                 | Ilaria Cusinato                                                                               | 2'14"35 - RIJ                           |
| 400 m                | Stefania Pirozzi                                                                                     | 4'39"45                                       | Luisa Trombetti                                                                                     | 4'39"66                                 | Alessia Polieri                                                                               | 4'42"61                                 |
| Staffette            | |                                               | |                                         |                                                                                               |                                         |
| 4x100 m stile libero | Centro Sportivo Esercito Laura Letrari Alice Nesti Giorgia Biondani Erika Ferraioli                  | 3'40"68 - RIS 55"45 55"91 55"57 53"75         | Circolo Canottieri Aniene A Elena Di Liddo Margherita Panziera Federica Pellegrini Rachele Ceracchi | 3'42"71 56"43 55"74 54"47 56"07         | Gruppo Sportivo Forestale Chiara Masini Luccetti Elena Gemo Carlotta Zofkova Silvia Di Pietro | 3'45"54 56"49 56"46 57"77 54"82         |
| 4x200 m stile libero | Circolo Canottieri Aniene A Federica Pellegrini Rachele Ceracchi Miriana Durante Margherita Panziera | 8'01"02 - RIS 1'56"88 2'01"00 2'02"25 2'00"89 | Gruppo Sportivo Fiamme Oro Roma Erica Musso Luisa Trombetti Diletta Carli Stefania Pirozzi          | 8'01"03 2'00"18 2'01"66 1'59"53 1'59"66 | Centro Sportivo Esercito Alice Nesti Flora Tavoletti Martina De Memme Laura Letrari           | 8'06"62 2'00"99 2'01"21 2'01"47 2'02"95 |
| 4x100 m misti        | Circolo Canottieri Aniene A Margherita Panziera Ilaria Scarcella Elena Di Liddo Federica Pellegrini  | 4'01"64 - RIS 1'01"17 1'07"89 58"93 53"65     | Gruppo Nuoto Fiamme Gialle Arianna Barbieri Lisa Fissneider Alessia Polieri Alice Mizzau            | 4'04"34 1'01"48 1'08"20 59"77 54"89     | Gruppo Sportivo Forestale Carlotta Zofkova Giulia De Ascentis Elena Gemo Silvia Di Pietro     | 4'05"24 1'01"19 1'10"00 59"41 54"64     |